# Menhir III von Nusbaum
Der Menhir III von Nusbaum (auch als Liegender Menhir bezeichnet) ist ein Menhir bei Nusbaum im Eifelkreis Bitburg-Prüm in Rheinland-Pfalz.

## Geographische Lage
Der Menhir III von Nusbaum befindet sich inmitten eines ausgedehnten Waldgebietes nordwestlich von Ferschweiler und südöstlich des Nusbaumer Weilers Rohrbach. Der Menhir befindet sich auf der Gemarkung von Nusbaum im Norden des Ferschweiler-Plateaus in der Nähe des höchsten Punktes. Der Stein liegt auf flachem und ebenem Gelände.
Direkt neben dem Liegenden Menhir (III) befindet sich der Stehende Menhir (II) von Nusbaum.

## Beschreibung
Der Menhir besitzt eine ovale Form, die sich zu den beiden Enden hin leicht verjüngt. Das dickere Ende des Steins verbreitert sich und beide Enden laufen unregelmäßig aus. Anzumerken ist zudem, dass der Menhir in zwei Teile zerbrochen ist. Das Material ist Liassandstein und die Maße belaufen sich auf eine Höhe von 54 cm, eine Breite von 177 cm sowie eine Tiefe von 295 cm. Vor dem Bruch des Steins belief sich die Höhe auf rund 405 cm. Der Menhir ist mit diesen Abmessungen als vergleichsweise groß einzuordnen.
Entdeckt wurde der Menhir 1930, damals befand er sich allerdings noch rund 20 m weiter östlich als der Stehende Menhir. Bei der Verlegung an den heutigen Standort ist er wahrscheinlich zerbrochen.  Bis 1999 wurde er nicht weiter untersucht und erst in diesem Jahr wiederentdeckt. Bei einer Grabung im Jahr 2000 konnten keine Hinweise auf ein Fundament gefunden werden, sodass es als gesichert gilt, dass der heutige Standort nicht der ursprüngliche ist.
Von den beiden Nusbaumer Menhiren besteht eine Sichtachse zum dritten Nusbaumer Menhir, dem Fraubillenkreuz. Möglicherweise handelte es sich hier um ein bewusst aufgebautes System der Menhire.

## Einzelnachweis
1. 1 2 3  Johannes Groht: Menhire in Deutschland. S. 340–341.